# کول سن جیوانی
کول سن جیوانی (به ایتالیایی: Col San Giovanni) یک منطقهٔ مسکونی در ایتالیا است که در ویو (ایتالیا) واقع شده‌است. کول سن جیوانی ۵۵ نفر جمعیت دارد و ۱٬۱۱۸ متر بالاتر از سطح دریا واقع شده‌است.